# Сігнагі
Сігнагі (груз. სიღნაღი) — місто і муніципалітет в східній Грузії у регіону Кахетія. Розташоване на відстані 13 км від залізничної станції Цнорісцкалі. Отримало статус міста в 1801 році. Є одним з найменших міст Грузії з населенням 1485 чол. (2014).

## Єкономіка
В економіці Сігнагі переважає виробництво вина та традиційних килимів. У місті наявні невеликі підприємства харчової та легкої (швейної) промисловості, театр. Сігнагі належить до єпархії Бодбе Грузинської православної церкви, в місті розташовано резиденцію єпископа.
Місто та його околиці відомі також через їхні пейзажі та історичні пам'ятки.
У Сігнагі нещодавно реалізовано програму комплексної реконструкції, після чого місто стало важливим центром туристичної галузі Грузії.

## Етимологія

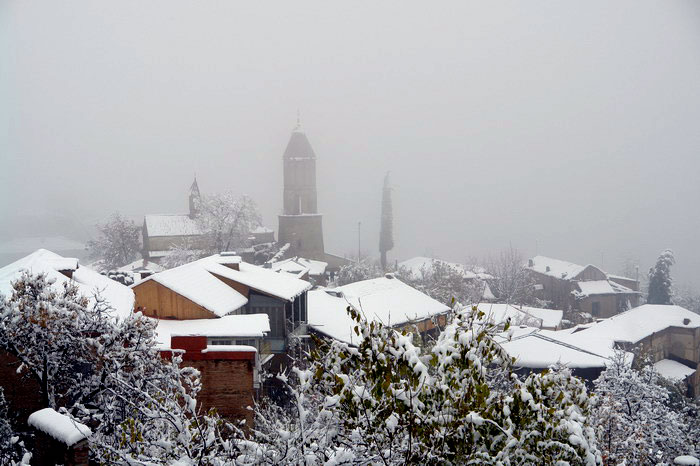
Сігнагі взимку

Сігнагі — слово тюркського походження (тур. sığınak, азерб. sığınaq) та означає «неприступний», «схрон», «бункер».

## Географія та клімат
Місто має площу 2978 га, з якої 24,3 % є житловою. Сігнагі розташоване за 113 км на південний схід від Тбілісі, на східному узгір'ї гірської гряди Гомборі поміж долинами рік Іорі та Алазані, в рільничо-садівницькім регіоні. Лежить на висоті 790 м над рівнем моря.
Сігнагі знаходиться в поясі помірного вологого клімату з теплими літами та помірно холодними зимами. Найвища середня температура — в липні 24,3 °C, найнижча — в січні 0,2 °C. Річні опади — від 602,1 до 949,7 мм, найбільш дощова пора року — весна та раннє літо.

## Розташування

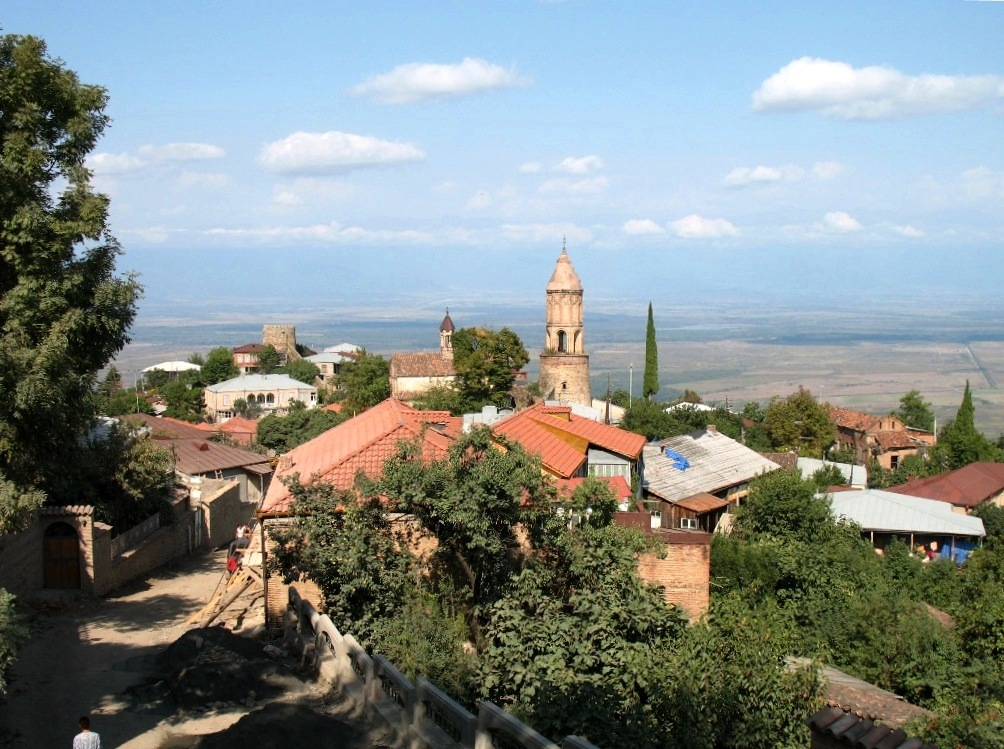
Краєвид Сігнагі.

Місто розташоване на узвишші, через що було зручним для оборони. В огорожі міста було встановлено
браму з метою надання швидкого захистку населенню прилеглих сіл.
Завдяки сприятливому розташуванню, Сігнагі формувалось в основному як місто ремісників та торговців. У цьому місці проходило декілька торговельних шляхів. Старий караванний шлях проходів від Тбілісі через Нукріані до Хереті та від Сігнагі через Анаґу до Телаві.
Сігнагі зараз одне з найпривабливіших міст Грузії, що зумовлює як його архітектурне обличчя, так і природне розташування на пагористому місці, де відкривається простір Алазанської долини та Кавказького хребта.

## Історія

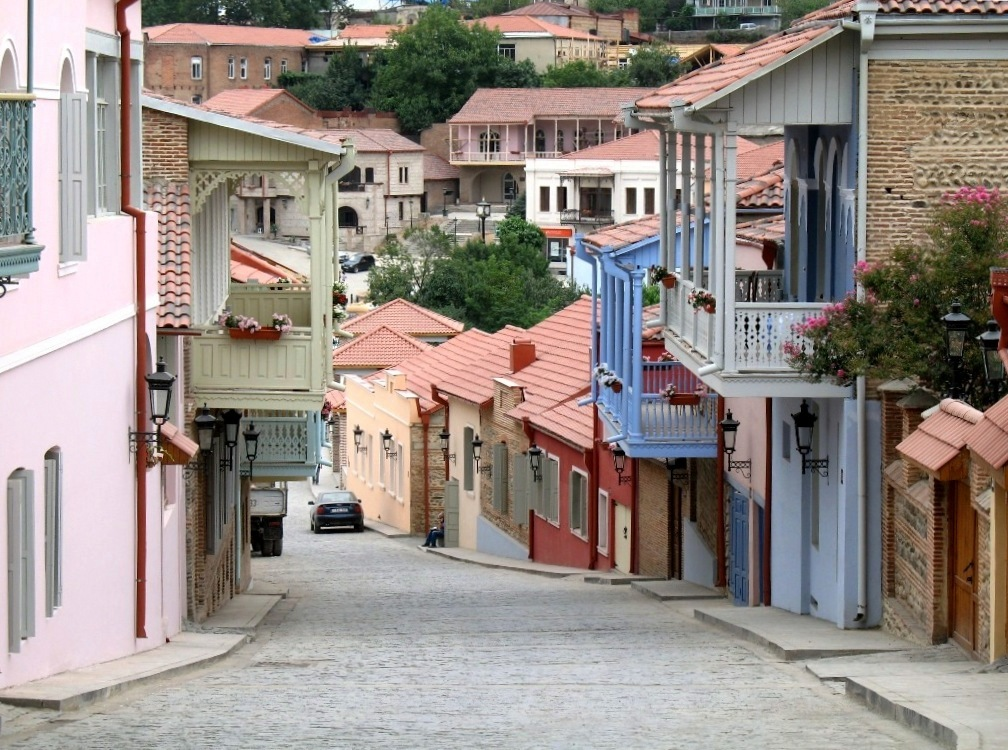
Відреставрована вулиця Сігнагі

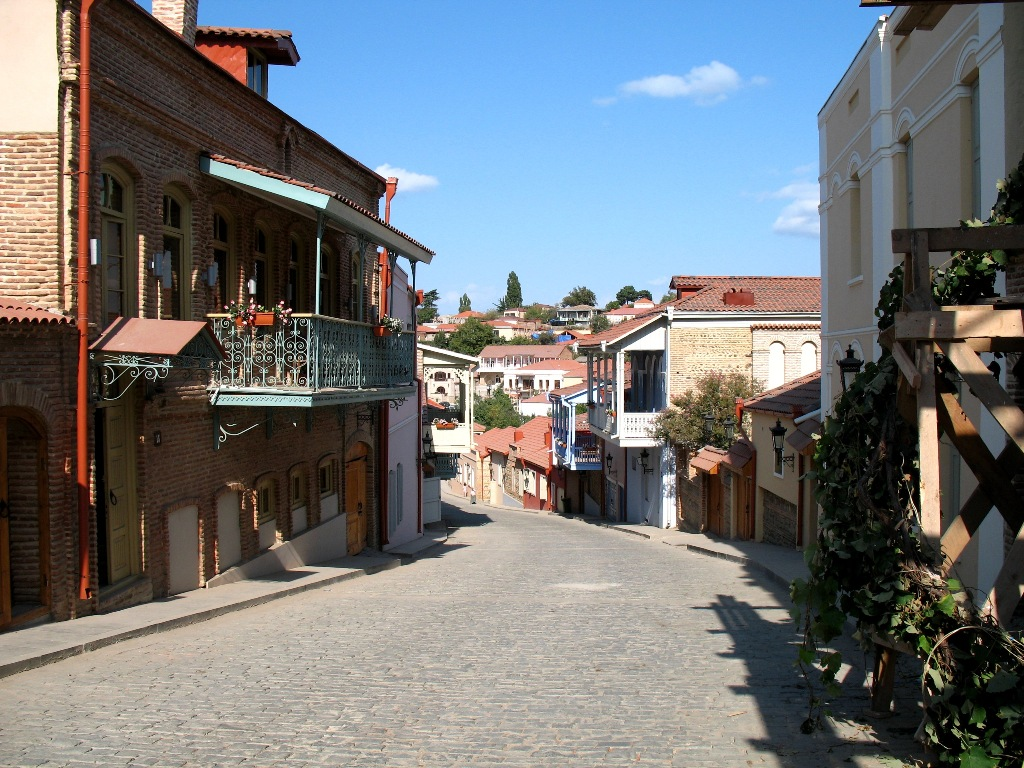
Сігнагі

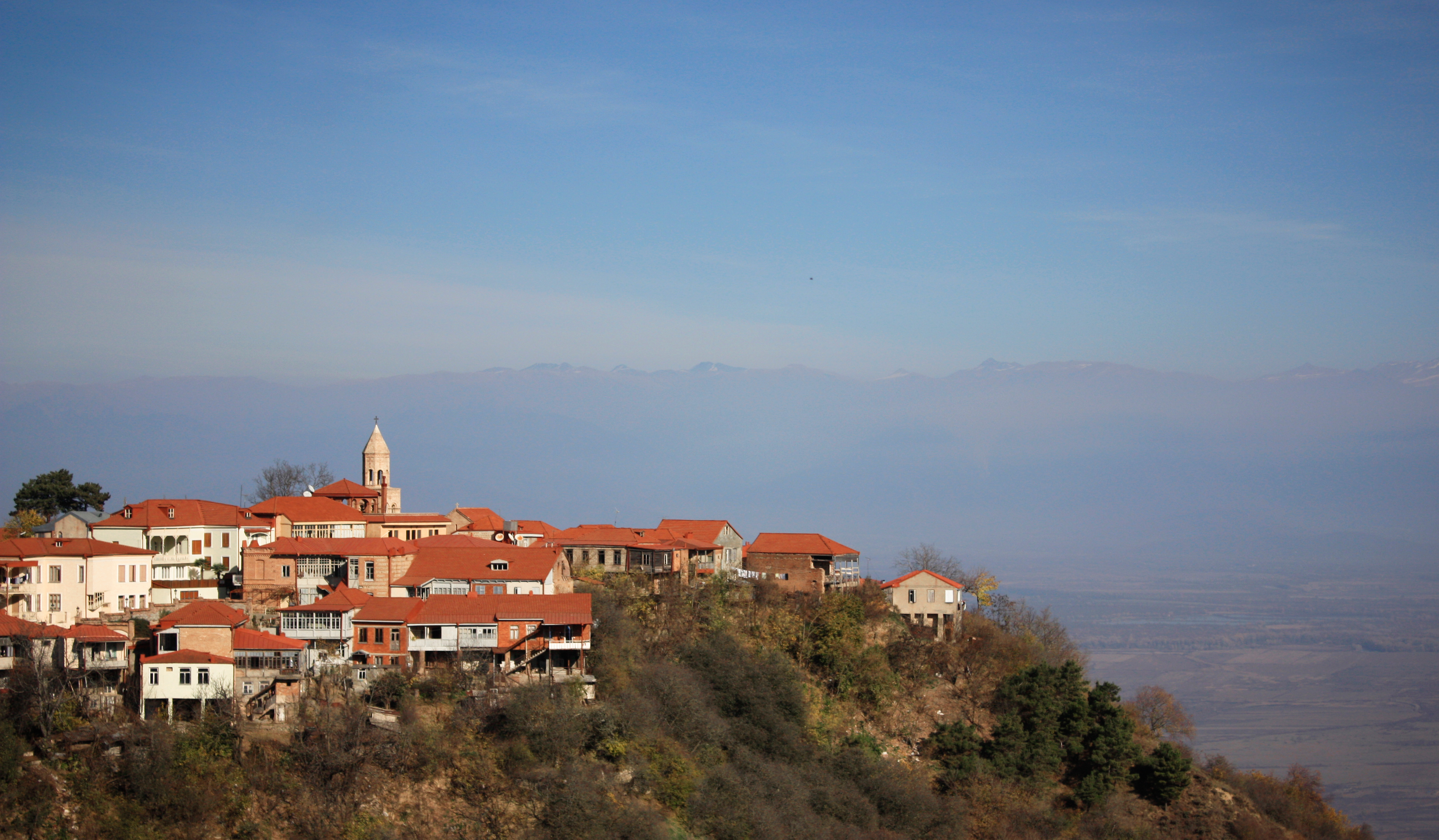
Загальний вигляд Сігнагі

Сігнагі сформувалось як місто наприкінці XVIII ст. на території фортеці, збудованої царем Ерекле II та навколо неї. Проте археологічні дослідження встановлюють, що цей ареал визначну роль відігравав з часів палеоліту, неоліту та бронзової доби. Територія сучасного міста була заселена з давніх часів та була відома як Хереті в Середні віки, та як Кізікі після XV ст. Сігнагі як поселення вперше згадується на початку XVIII ст. У 1762 р. грузинський цар Ерекле II фінансував будівництво міста та звів фортецю для захисту місцевості від мародерських нападів дагестанців.
Територія Сігнагського району раніше була відома під назвою Камбечовані, потім її називали Кізікі. Камбечовані (Камбісене в давньогрецьких джерелах) у II—I до н. е. увійшло до складу Іберійського царства. У новій ері його центром стало місто Хорнабуджі.
Сігнагі як і Телаві вважалось царським маєтком. Також відомо, що в Кізікі загалом не було поширене рабство. Кізікі було вільною країною та підпорядковувалось безпосередньо цареві. Цивільну владу мав моураві; згідно з військовим статутом, Кізікі представляв передовий садрошо (військово-адміністративна одиниця феодальної Грузії), яким керував єпископ Бодбе.
Після прийняття християнства державною релігією Грузії, цей регіон набув великого значення. З ним асоціюється свята Ніна Грузинська, яка тут похована. Цар Вахтанґ Ґорґасалі передав своєму синові Хереті та Камбечовані, що увійшов до її складу, а в Хорнабуджі заснував єпископську кафедру. Через Хорнабуджі проходив торговельно-караванний шлях.
У VIII—IX ст. незважаючи на руйнівні вторгнення арабів, Хереті міцнішало та формувалось як князівство. У XI ст. цар Баграт III приєднав Кахеті-Хереті до об'єднаної Грузії, яку остаточно консолідував Давіт Агмашенебелі. У XIII ст. набіги Джалал ад-Діна та монголів торкнулись і Камбечовані, який монголи перетворили на один з думанів (військових округів).
У 1264 році під час руйнівного набігу Берке Хана було зруйновано Хорнабуджійську фортецю. Після цього Хорнабуджі втрачає своє значення як економічний та політичний центр. Занепали шляхи, що проходили через це місто. Місцевість залишилась на периферії. Центр Камбечовані перемістився на північний захід Кізікі, де ще зберігалась господарська діяльність та населення. Це відбувалось на межі XIV—XV ст.
Значення Кізікі посилилось у XVIII ст. у часи Картлі-Кахетського царя Ерекле II (1744—1798). Формування Сігнагі як міста відбувалось якраз у цей час. З волі царя Ерекле у 1770 році під час перепису сполучене місто згадане як Сігнагі. Згідно з переписом, у Сігнагі на той час проживало 100 сімей, переважно ремісники та торговці. Після анексії Грузії Російською імперією, Сігнагі було надано статус повітового міста та центру Сігнагського повіту в межах Тіфліської губернії в 1802 р. Місто швидко розвивалось та стало агропромисловим центром за радянської доби. У 1938 р. було створено Сігнагський район.
У 1991 році після відновлення незалежності Грузії Сігнагі знову стало центром Сігнагського району. Серйозна економічна криза в пострадянській Грузії згубно вплинула на місто, але головний проект реконструкції, нещодавно розпочатий Урядом Грузії та профінансований спільно з кількома міжнародними організаціями, був покликаний привернути зростаючий інтерес туристів та модернізувати інфраструктуру.

## Культура та пам'ятки

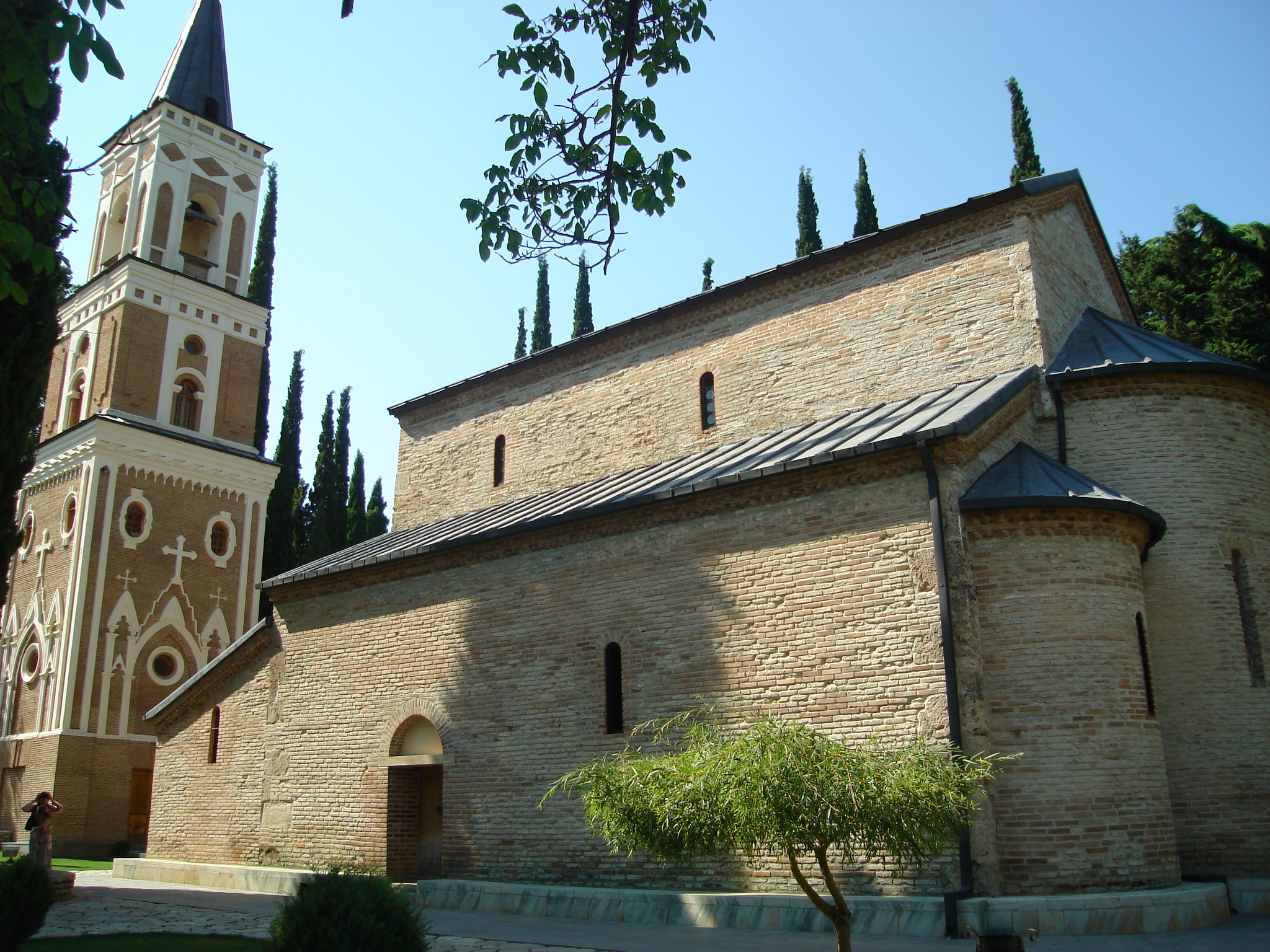
Монастир Бодбе біля Сігнагі, де теоретично похована Св. Ніно.

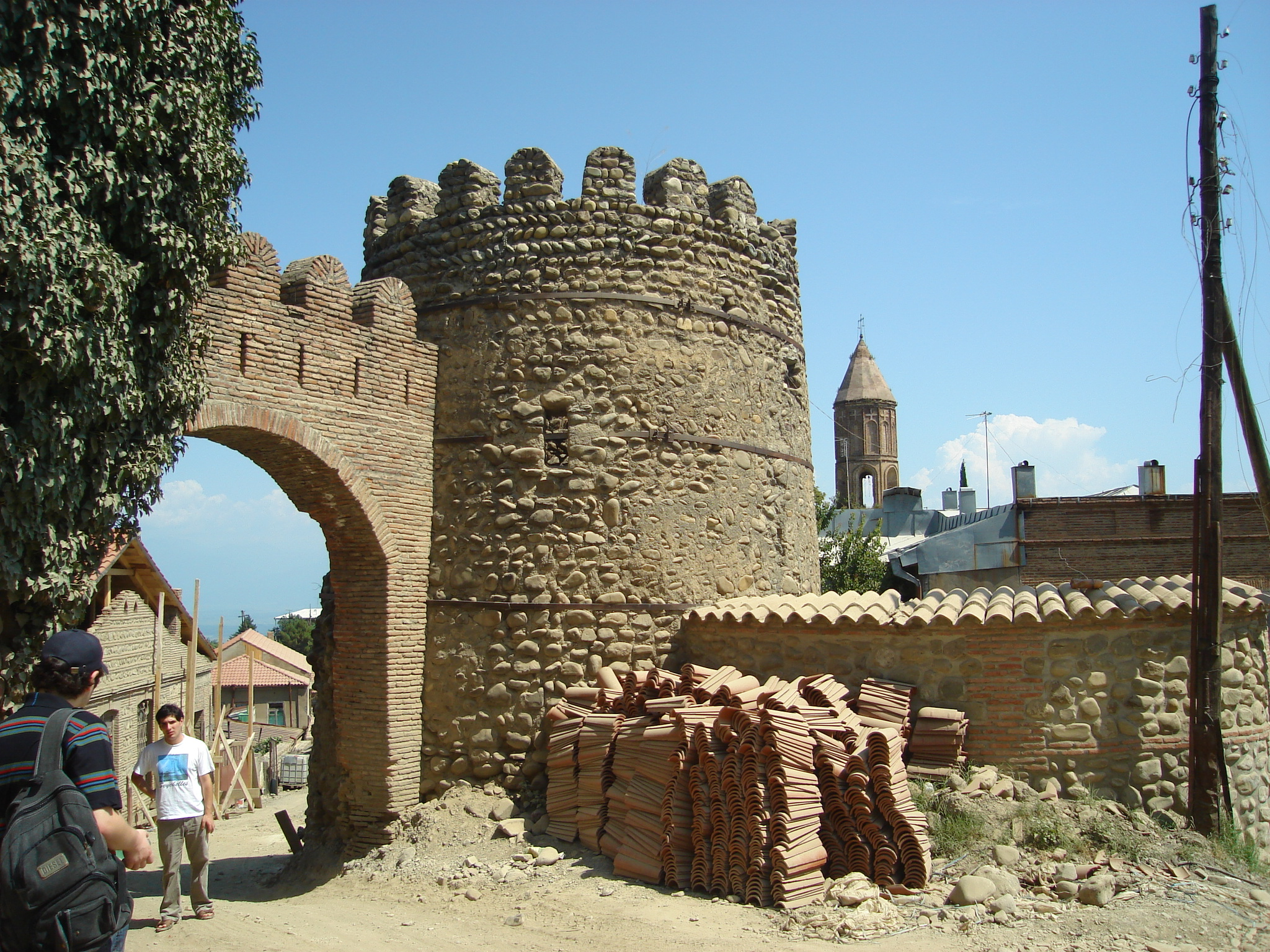
Вежа та брама Сігнагської фортеці.

У Сігнагі та його околицях знаходиться багато історичних та культурних пам'яток, з 1975 р. вони перебувають під державною охороною.
Місто оточене залишками фортифікацій XVIII ст. Дві грузинські православні церкви в самому місті — одна присвячена Святому Юрію, інша — Святому Стефану. Монастир Бодбе розташовано на відстані 2 км від Сігнагі та є місцем паломництва через те, що пов'язаний зі святою Ніною Грузинською, хрестителькою Грузії IV ст.
У 1762 р. постали оборонні мури міста. Сігнагійська фортеця вважалась однією з найбільш солідних оборонних систем у цілій Кахеті. У побудові фортеці окрім місцевих, взяли участь також мешканці всіх околишніх сіл. Під час ворожих атак вони ховались у фортеці разом зі своїми пожитками, а чоловіки, що могли воювати, мали обов'язок боронити визначену їм територію. Фортеця займала площу близько 40 га. У своєму загальному плані фортеця нагадує замкнену ламану криву, оскільки відповідала формі гори, на якій була збудована. Південна частина фортеці знаходиться на узвишші, через те мури фортеці проходять згідно з хребтом західного та східного схилів, потім раптово спускаються до глибокого провалля, де з'єднуються в ціле. Загальна довжина мурів фортеці становить 2,5 км. Мури мають 23 оборонні вежі, 5 входів. Головний вхід, відомий як Магарос Вішкарі, з'єднує фортецю безпосередньо з містом та охороняється двома боковими оборонними вежами. Оборонні пункти розташовано так, аби вражати ворога перехресним вогнем. Будова вежі дозволяла також відбивати атаки всередині фортеці. У XIX ст. у зв'язку з розбудовою міста, частину фортеці було використано під житлову забудову.
Місцевий етнографічний та археологічний музей, що діє з 1950-х років був оновлений та в 2007 році перебудований під експозицію відповідно до сучасних стандартів — Музей Сігнагі.

## Відомі особистості
В поселенні народився:
- Башинджагян Сергій Захарович (1869—1944) — вчений в галузі виноградарства, садівництва і виноробства.
- Отар Чиладзе (1933—2009) — грузинський письменник, поет, та сценарист.